# Edith Ditmas
Edith Ditmas (1896 - 28 de febrer de 1986) va ser una arxivera, historiadora i escriptora anglesa. Cursà un màster en arts per la Universitat d'Oxford i no es va arribar a casar mai.

## Biografia
Edith Margaret Robertson Ditmas va néixer a Weston-super-Mare el 1896. Va ser una funcionària influent de l'Associació Britànica de Biblioteques Especials i Oficines d'Informació, la revista de la qual va editar. Com a secretària general de la qual es va convertir en l'Associació per a la Gestió de la Informació (ASLIB) entre 1946 i 1950, i va demanar fermament a la Conferència Científica de l'Imperi "una combinació d'estímul governamental i iniciativa privada" en el desenvolupament de serveis d'informació especialitzats. Aquest plantejament havia de prevaldre. També es va fer càrrec de l'editorial del Journal of Documentation des de 1947 fins a 1962.
Quan es va jubilar, Ditmas es va dedicar a escriure guies. Durant un llarg període, va ser presidenta a Benson, Oxfordshire, i en va completar una història exhaustiva el 1918. Aquesta va circular mecanografiada i es va publicar pòstumament l'any 2009, amb addenda d'informació sobre investigacions arqueològiques posteriors i dels primers mapes. L'única foto supervivent de Ditmas va ser presa en una sortida de l'Institut de la Dona (WI), sent aquest institut WI un dels seus interessos permanents.
Edith Ditmas va morir el 28 de febrer de 1986.

## Obres seleccionades
- 1923, Ezra and Nehemiah. SPCK, London.
- 1942, "Special library in time of war". In: Proceedings of the 17th Aslib Conference. London 1942, pp. 52–55.
- 1956, Gareth of Orkney. Faber, London. Novel.
- 1970, Tristan and Iseult in Cornwall. Forrester Roberts, Brockworth.
- 1973, A Short History of Benson Church, Oxfordshire. British Publishing, Gloucester.
- 1979, Traditions and Legends of Glastonbury. Toucan Press, St Peter Port.
- 1973, The Legend of Drake's Drum. Toucan Press, St Peter Port.
- 1981, Glastonbury Tor: Fact and Legend. Toucan Press, St Peter Port.
- 2009, The Ditmas History of Benson. Pie Powder Press, Wallingford.